# Gereformeerde kerk (Hoogeveen)
De Gereformeerde kerk van Hoogeveen (ook Bentincklaanskerk)  is een kerkgebouw met een t-vormige plattegrond met een ongelede kerktoren uit 1933 in de Drentse plaats Hoogeveen.  De kerk is in 1997 aangewezen als rijksmonument. 

## Beschrijving
De kerk aan de Bentinckslaan was de tweede gereformeerde kerk in Hoogeveen na de Hoofdstraatkerk. Het gebouw werd ontworpen door de architect D. van Dijk in een stijl die verwant is aan de Nieuwe Haagse School. Het gebouw heeft een kruisvormige plattegrond onder een zadeldak. In de noordgevel is de toegangsdeur met een dubbele paneeldeur in een rondboogportiek. De vierzijdige toren heeft twee wijzerplaten.
De kerk is gebouwd als gereformeerde kerk. Tussen 1945 en 1978 werd het gebouw zowel door de gereformeerde kerk als de vrijgemaakte kerk gebruikt. Tussen 1978 en 2002 was het gebouw alleen bij de gereformeerde kerk vrijgemaakt in gebruik. In 2002 werd de kerk buiten gebruik gesteld. Het gebouw was te klein geworden voor de vrijgemaakten die een nieuwe kerk bouwden aan de Alteveerstraat.